# HD182571
HD182571 — хімічно пекулярна зоря спектрального класу A0, що має видиму зоряну величину в смузі V приблизно  6,8.
Вона  розташована на відстані близько 407,2 світлових років від Сонця.